# Ludovico Viberti
Ludovico Blu Art Viberti (Torino, 8 febbraio 2002) è un nuotatore italiano.

## Biografia
È figlio di Giorgio Viberti, cronista del quotidiano La Stampa.
Nel 2023 ha conquistato la medaglia d'oro nei 100 metri rana ai campionati italiani invernali. L'anno successivo ha vinto la medaglia di bronzo nella staffetta 4x100 metri misti ai mondiali di Doha (in questo caso nuotando solo in batteria) e ai mondiali in corta di Budapest. Il 27 giugno 2025, nel corso del Trofeo Settecolli a Roma, realizza il nuovo record italiano nei 50 metri rana con il crono di 26"27.

## Palmarès
- Mondiali:

Doha 2024: bronzo nella 4x100m misti.
- Mondiali in vasca corta

Budapest 2024: bronzo nella 4x100m misti.
- Universiadi

Chengdu 2023: argento nei 50m rana e nella 4x100m misti.